# Frantz Grenet
Frantz Grenet, né le 6 novembre 1952 à Gruchet-le-Valasse (Seine-Maritime), est un universitaire, historien, archéologue et orientaliste français.
Directeur d’études à l’École pratique des hautes études, il est professeur au Collège de France depuis 2013 sur la chaire "Histoire et cultures de l’Asie centrale préislamique".  

## Biographie
Frantz Grenet est un ancien élève de l'l'École normale supérieure où il est entré en 1972. En 1975, il est agrégé d'histoire. 
Dans les années 1970, en tant que pensionnaire puis directeur adjoint à la délégation archéologique française en Afghanistan (DAFA), il prend part aux fouilles qui sont réalisées dans la ville hellénistique d’Aï Khanoum, dans le nord-est de l'Afghanistan, dans la province de Kondoz, près de la frontière tadjike.
En 1981, il soutient une thèse de troisième cycle en archéologie à l’université Paris-1 Panthéon Sorbonne, sous la direction de Jean-Marie Dentzer. La même année, il est recruté en tant que chercheur au Centre national de la recherche scientifique où il succède, en 1994,  à Paul Bernard, à la tête de l’équipe « Hellénisme et civilisations orientales ».
De 1989 à 2014, puis de nouveau depuis 2021, il dirige la Mission archéologique franco-ouzbéke de Sogdiane, qui fouille principalement le site de l’ancienne Samarcande. Il a par ailleurs édité ou coédité des textes en sogdien, la langue du pays à l’époque préislamique. Professeur au Collège de France depuis 2013, il est membre du comité de rédaction de Studia Iranica (Paris) et du bureau du Corpus Inscriptionum Iranicarum (Londres). 
Président du comité scientifique de l’exposition « Splendeurs d’Asie centrale. Sur les routes caravanières d’Ouzbékistan » organisée au Musée du Louvre en 2022-2023, président de l’Association pour l’Avancement des Études iraniennes (Paris) et directeur d’études à l’EPHE, il est membre associé de la Société américaine de philosophie, de l’Institut pour l'étude du monde antique (en) et membre correspondant de l'Académie autrichienne des sciences et l’Institut pour l'étude du monde antique (it). En 2022, il est élu membre de l’Académie des inscriptions et belles-lettres, au fauteuil Jean Richard,. 
Frantz Grenet est parfois interrogé au sujet de l’archéologie dans les zones de conflit, du projet de « nouvelles routes de la soie » et l'histoire du Zoroastrisme,.

## Distinctions
- Officier de l'ordre national du Mérite (Chevalier en 2012[9],  promu officier en 2023)[10].
- Officier l'ordre des Palmes académiques[4].
- Citoyen d’honneur de la ville de Samarcande (2018)[4].

## Principales publications

### Livres
- Les pratiques funéraires dans l'Asie centrale sédentaire de la conquête grecque à l'islamisation, Paris, CNRS, 1985.
- La Geste d'Ardashir fils de Pâbag, Die, Éditions A Die, 2003.
- Recentrer l'Asie centrale, Paris, Éditions Collège de France/Fayard, 2014.

#### Ouvrages collectifs
- Cultes et monuments religieux dans l'Asie centrale préislamique, Paris, Éditions du Centre national de la recherche scientifique, 1987
- Les Sogdiens en Chine, Paris, École française d’Extrême-Orient, 2005
- Il y a 50 ans... la découverte d'Aï Khanoum : 1964-1978, fouilles de la Délégation archéologique française en Afghanistan, Paris, Diffusion de Boccard, 2014
- Asie centrale : transferts culturels le long de la route de la soie, Paris, Vendémiaire, 2016